# Kryzys polityczny w Ekwadorze

Ekwador na mapie Ameryki Południowej

Kryzys polityczny w Ekwadorze w 2010 roku – bunt policji i części wojska, który wybuchł w Ekwadorze 30 września 2010 przeciwko polityce oszczędnościowej prezydenta Rafaela Correi. Prezydent został zaatakowany przez protestujące służby gazem łzawiącym, a następnie przez kilkanaście godzin przebywał w szpitalu w Quito, którego budynek był w tym czasie okupowany przez zbuntowane jednostki policji. Okupację budynku przerwała interwencja zbrojna wojska, w wyniku której Correa został oswobodzony i przewieziony do swojej rezydencji. Do wybuchu buntu doszło także w kilku innych miastach Ekwadoru. Pojawiły się również akty grabieży i wandalizmu.
W całym kraju wprowadzony został stan wyjątkowy. Prezydent uznał bunt za próbę zamachu stanu, oskarżając o jego przygotowanie opozycję i część służb bezpieczeństwa. Wydarzenia w Ekwadorze spotkały się ze zdecydowanym potępieniem ze strony regionalnej i ogólnoświatowej społeczności międzynarodowej. W wyniku starć śmierć poniosło 8 osób, a 274 osoby zostały ranne.

## Sytuacja polityczna w Ekwadorze
Ekwador u schyłku XX i na początku XXI wieku kilkakrotnie doświadczał zamachów stanu oraz zamieszek i kryzysów na tle politycznym, które kończyły się odsunięciem od władzy urzędującego szefa państwa. W 1987 prezydent Leon Febres Cordero został zaatakowany i pobity przez armię w proteście przeciw realizowanej polityce prywatyzacyjnej oraz planowanemu zmniejszeniu wydatków publicznych. W 1997 prezydent Abdala Bucaram, cieszący się przydomkiem „El Loco” (Szalony), został po roku rządów uznany za umysłowo niezdolnego do pełnienia urzędu. W 2000 prezydent Jamil Mahuad, po dwóch latach rządów i organizowanych przez ten czas protestach ludności autochtonicznej pod wodzą pułkownika Lucio Gutiérreza, został zmuszony do rezygnacji ze stanowiska. Z kolei prezydent Lucio Gutiérrez w 2005, również po dwóch latach władzy, został odsunięty z urzędu z powodu prób wprowadzenia zmian w funkcjonowaniu Sądu Najwyższego.
W styczniu 2007 prezydentem Ekwadoru został Rafael Correa, przywódca lewicowej partii Sojusz PAIS (Alianza PAIS). W czasie kampanii wyborczej zapowiadał zmiany w systemie politycznym kraju, zmianę w kierunkach polityki zagranicznej oraz zwiększenie wydatków na cele społeczne. We wrześniu 2008 w powszechnym referendum 65% głosujących opowiedziało się za przyjęciem nowej konstytucji, wprowadzającej możliwość reelekcji głowy państwa, ale także zapewniającej szerszą pomoc i opiekę ze strony państwa dla obywateli. Wzmacniała ona również kontrolę państwa nad gospodarką, a w szczególności nad przemysłem wydobywczym. Ekwador, członek OPEC, posiada bowiem bogate zasoby ropy naftowej. W polityce zagranicznej prezydent ograniczył stosunki ze Stanami Zjednoczonymi na rzecz poszerzenia współpracy z państwami regionu Ameryki Łacińskiej, a zwłaszcza z państwami grupy ALBA, w tym z Wenezuelą prezydenta Hugo Cháveza. W 2008 zaprzestał także spłacania zadłużenia zagranicznego Ekwadoru, uznając je za zaciągnięte niezgodnie z prawem. W stosunkach z Kolumbią, najbliższym sojusznikiem USA w regionie, doszło w tym czasie do kryzysu dyplomatycznego. W wyborach w kwietniu 2009 Rafael Correa uzyskał reelekcję na stanowisku szefa państwa.

## Geneza wydarzeń
Kryzys gospodarczy z lat 2008-2009 i spadek światowych cen ropy naftowej spowodował konieczność wprowadzenia ograniczeń w zakresie wydatków budżetowych przez administrację prezydenta Correi. W ramach polityki oszczędnościowej parlament 29 września 2010 uchwalił prawo znoszące część przywilejów finansowych służb mundurowych oraz wydłużające czas wymagany do uzyskania awansu. Odbyło się to jednak przy oporze opozycji i części zaplecza politycznego prezydenta, tj. najbardziej lewicowego skrzydła jego partii PAIS, przeciwnego cięciom socjalnym. W środowisku politycznym pojawiły się pogłoski, że prezydent rozważa rozwiązanie parlamentu i rządzenie za pomocą dekretów do czasu organizacji nowych wyborów powszechnych, co umożliwiłoby mu nieskrępowaną realizację własnej polityki gospodarczej. Zgodnie z uchwaloną konstytucją głowa państwa mogła rozwiązać parlament i rozpisać wybory, jednak decyzja ta musiała zostać następnie zatwierdzona przez Sąd Konstytucyjny.
Nowe prawo zostało zdecydowanie odrzucone przez funkcjonariuszy służb mundurowych, których część następnego dnia dokonała buntu na ulicach największych miast Ekwadoru.

## Wybuch buntu
Jeśli chcecie zająć koszary – zajmujcie, jeśli chcecie zostawić obywateli bez ochrony, jeśli chcecie zdradzić swą misję policjantów, swą przysięgę – zdradzajcie, ale ten prezydent i ten rząd będą nadal wypełniali swój obowiązek (...) Jeśli chcecie zabić prezydenta, jest tutaj do waszej dyspozycji. Zabijcie go, jeśli chcecie. Zabijcie go, jeśli jesteście wystarczająco odważni (...) Jeśli chcecie zniszczyć ojczyznę, zniszczcie ją, ale ten prezydent nie uczyni ani kroku wstecz. Niech żyje ojczyzna!

30 września 2010 nad ranem niezadowolone oddziały wojska i policji rozpoczęły okupację koszar oraz wzniosły blokady drogowe na głównych ulicach stolicy i największych miast w kraju, domagając się przywrócenia przywilejów pracowniczych. Do wybuchu buntu, blokad i okupacji budynków rządowych doszło również w największym mieście Ekwadoru – Guayaquil oraz mieście Cuenca. W Quito przeciwnicy polityki prezydenta rozpoczęli okupację budynku Zgromadzenia Narodowego, na ulicach miasta pojawiły się płonące opony. Około 300-osobowy oddział sił powietrznych i lądowych zablokował autostradę prowadzącą do Quito oraz na kilka godzin opanował port lotniczy Mariscal Sucre.
W miastach ogarniętych rebelią dochodziło do aktów grabieży mienia publicznego i prywatnego oraz wandalizmu. Wiele szkół, banków, sklepów i instytucji publicznych pozostało nieczynnych w obawie o bezpieczeństwo. Zdezorientowani mieszkańcy pozostawali w domach. Szef Banku Centralnego, Diego Borja, w odpowiedzi na doniesienia o grabieży budynków bankowych, wezwał obywateli do zachowania spokoju i niewycofywania posiadanych depozytów. Jednocześnie szef Połączonych Sił Zbrojnych Luis Ernesto Gonzalez Villarreal zapewnił o lojalności wojska wobec głowy państwa i zobowiązał się do podjęcia wszelkich działań, o jakich zadecyduje rząd. Jednocześnie stwierdził jednak, że nowe regulacje prawne powinny zostać „zrewidowane lub nie wejść w życie”
Prezydent Rafael Correa na wieść o wybuchu protestów udał się do głównych koszar wojskowych w stolicy w celu uspokojenia nastrojów. Na miejscu w bezpośredni sposób zaapelował o zakończenie buntów i powrót do służby wojskowej i policyjnej. Jednocześnie powiedział, że nie porzuci swojej polityki (patrz ramka obok). W odpowiedzi na słowa prezydenta zgromadzeni funkcjonariusze rozpylili w jego kierunku gaz łzawiący i użyli armatek wodnych. Prezydent zmuszony był uciekać z koszar w masce gazowej. Według jego słów, jeden z buntowników, których określił mianem „tchórzy”, próbował zdjąć maskę z jego twarzy, co mogłyby doprowadzić do uduszenia. Został przewieziony do pobliskiego szpitala, gdzie uzyskał odpowiednią pomoc medyczną, m.in. zoperowano mu tam kolano, które zwichnął w trakcie ucieczki.
Szpital, w którym przebywał został otoczony przez zbuntowane oddziały służb mundurowych, które uniemożliwiły mu opuszczenie budynku. Pod budynkiem doszło do starć i przepychanek policji ze zwolennikami prezydenta Correi. Zbuntowani funkcjonariusze użyli przeciwko nim gazu łzawiącego. Przebywając w szpitalu prezydent ogłosił wprowadzenie w całym  kraju 5-dniowego stanu wyjątkowego. Udzielił również wywiadu mediom, w którym zaistniałe wydarzenia określił mianem próby zamachu stanu, zorganizowanego przez opozycję i pewne części sił zbrojnych i policji. O podżeganie do niepokojów oskarżył opozycyjną Partię Patriotycznego Społeczeństwa 21 Stycznia (Partido Sociedad Patriótica 21 de Enero, PSP) na czele z byłym prezydentem Luciem Gutiérrezem. Stwierdził także, że „wszystkie złe żywioły” w policji powinny zostać wyeliminowane. Jak później relacjonował, do swoich oponentów miał zawołać, że albo wyjdzie z budynku jako „prezydent godnego kraju, albo jako trup”.
Rzecznik publicznej telewizji poinformował, że zbuntowani policjanci otoczyli jej budynek i próbowali zająć studia nagrań oraz odciąć zasilanie. W czasie wydarzeń telewizja transmitowała sceny z ulic stolicy, pokazując demonstrujących i płonące opony.

## Oswobodzenie prezydenta

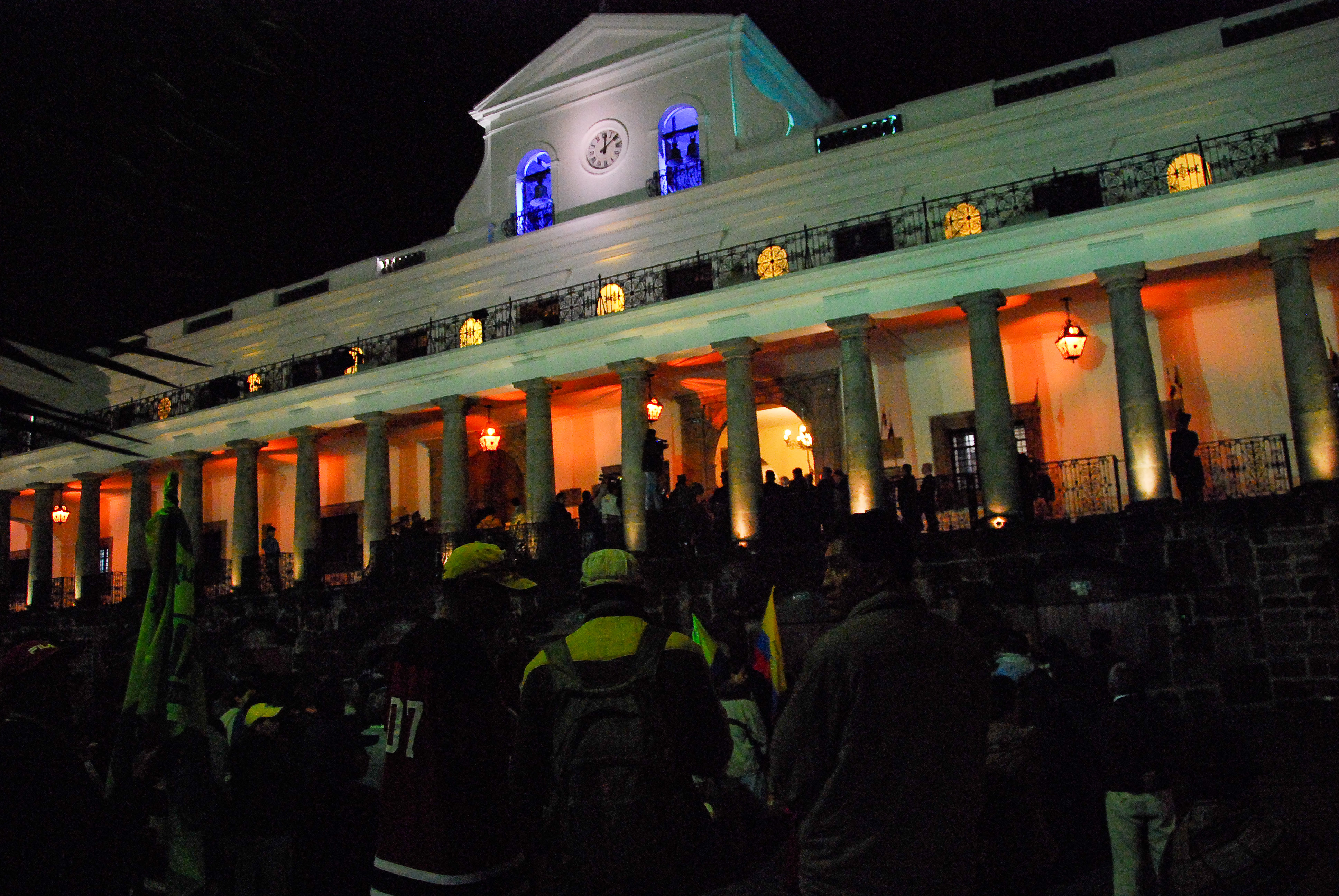
Pałac prezydencki, skąd Rafael Correa przemawiał po oswobodzeniu ze szpitala

Ok 21.00 wieczorem, po 12-godzinnym pobycie w szpitalu, prezydent został oswobodzony w wyniku interwencji sił zbrojnych. Walki wiernego mu wojska ze zbuntowanymi oddziałami policji trwały przed budynkiem szpitala około 35-40 minut. Wojsko użyło ostrej amunicji i granatów ogłuszających. W tym czasie prezydent Correa opuścił szpital na wózku inwalidzkim i został przewieziony do pałacu prezydenckiego, Palacio de Carondelet. W czasie odjazdu samochód prezydenta został ostrzelany, w rezultacie czego zginął jeden z jego ochroniarzy.
W sumie w całym kraju, według informacji Ministerstwa Zdrowia, w wyniku starć śmierć poniosło 8 osób, a 274 osoby zostały ranne. Wśród ofiar śmiertelnych znalazło się 2 funkcjonariuszy policji i 6 cywilów. W Quito zmarły 3 osoby, a w Guayaquil – 5. Ogółem w całym kraju w antyrządowych wystąpieniach wzięło udział ok. 1,2 tys. osób. Jednym z rannych był minister spraw zagranicznych Ricardo Patiño.
Po oswobodzeniu Correa przemówił do swoich zwolenników z balkonu pałacu prezydenckiego. Stwierdził, że wydarzenia z tego dnia powinny służyć jako przykład dla wszystkich, którzy domagają się zmian i przerwania „rewolucji obywatelskiej” na innej drodze niż wybory. Podziękował również za wsparcie „bohaterom, którzy towarzyszyli mu w czasie tej ciężkiej podróży”. Pochwalił ich odwagę i ogłosił, że pozostaną niepokonani.
Prezydent zapowiedział wyciągnięcie konsekwencji wobec odpowiedzialnych za wydarzenia i „głębokie czystki” w szeregach policji. Oznajmił, że to co się stało nie zostanie „zapomniane, ani wybaczone”. Dzień 30 września określił jako „najsmutniejszy w życiu”. Wydarzenia uznał za coś więcej niż tylko zwykły bunt z powodu wysokości zarobków. O wywoływanie i wszczynanie przemocy oskarżył obóz opozycji na czele Luciem Guttiérezem. Według relacji prezydenta w tłumie przed szpitalem mieli znajdować się „ubrani po cywilnemu intruzi”, którzy byli „ludźmi Guttiéreza”. Zbuntowani policjanci mieli dodatkowo wykrzykiwać imię lidera opozycji. Lucio Guttiérez zaprzeczył oskarżeniom, nazywając je „tchórzliwymi, fałszywymi i lekkomyślnymi”. W telewizyjnym wystąpieniu 2 października prezydent Correa stwierdził, że wydarzenia były „polityczną pułapką”, a protestujący, których określił mianem „szalonych i politycznie zmanipulowanych ludzi”, zamierzali go zabić.

## Następstwa i sytuacja po buncie
1 października 2010 w kraju panował już względny spokój. Funkcjonariusze policji rozpoczęli powrót do pracy. Wojsko wzmogło środki bezpieczeństwa przy strategicznych obiektach w stolicy, w tym wokół pałacu prezydenckiego. Dodatkowe patrole pojawiły się również w pobliżu placówek bankowych w celu zapobieżenia powtórnym grabieżom. Prezydent Correa ogłosił trzydniową żałobę narodową dla oddania pamięci ofiarom buntu.
Bezpośrednimi następstwami buntu policji były zmiany w strukturach jej dowództwa i wyciągnięcie odpowiedzialności wobec oficerów zaangażowanych w rebelię. 1 października 2010 do dymisji podał się dowódca policji narodowej Freddy Martinez. Uznał, że wobec braku szacunku ze strony podwładnych nie może pozostawać u władzy. Nowym szefem policji mianowany został Patricio Franco, który zobowiązał się do reformy tej organizacji. Minister spraw zagranicznych Ekwadoru Ricardo Patiño oświadczył, że władze „nie ogłaszają pełnego zwycięstwa”, gdyż „pomimo że sytuacja została opanowana, nie można być spokojnym”. Zapowiedział skupienie się rządu na wykryciu przyczyn „zamachu”.
1 października 2010 aresztowanych zostało trzech pułkowników policji. Prokuratura oskarżyła ich o niedopełnienie obowiązków, rebelię i próbę zabójstwa. Oskarżeni zostali zwolnieni jeszcze tego samego dnia, choć nałożono na nich zakaz opuszczania kraju. 6 października 2010 aresztowanych zostało 46 oficerów policji podejrzanych o związki bądź udział w buncie, część z nich została w kolejnych dniach zawieszona w obowiązkach. Prezydent mianował nowych szefów we wszystkich wydziałach policji. 13 października 2010 wszczęta została procedura dyscyplinarna wobec 160 członków Ekwadorskich Sił Powietrznych (FAE), którzy 30 września brali udział w okupacji lotniska w Quito.
Z drugiej strony 4 października 2010 władze ogłosiły podniesienie uposażenia funkcjonariuszom policji i wojska czterech stopni oficerskich, w tym kapitanom i majorom. Podwyżki wyniosły średnio ok. 400–570 USD i były antydatowane; dotyczyły okresu całego roku od 1 stycznia 2010. Minister obrony Javier Ponce wyjaśniał, że plan ich wprowadzenia został opracowany już wcześniej i nie są one powiązane z zaistniałymi wydarzeniami i interwencją ratunkową wojska. Roczny koszt wprowadzenia podwyżek ocenił na 30-35 mln USD.
Zgodnie z zapowiedzią prezydenta nowe prawo dotyczące służb mundurowych nie zostało cofnięte i oficjalnie weszło w życie 4 października 2010. Zgodnie z nim funkcjonariusze utracili dodatkowe premie i przywileje finansowe, np. z okazji awansów czy świąt. Rząd argumentował, że wszelkie straty w dochodach zostały już wcześniej zrekompensowane podwyżkami podstawowego uposażenia, które następowały stopniowo począwszy 2007. Dwa dni wcześniej minister Doris Soliz ogłosiła jednak, że część przepisów prawa zostanie w przyszłości przeredagowana w celu ich doprecyzowania.
W wyniku wydarzeń z 30 września prezydent Correa zrezygnował z planów rozwiązania parlamentu. Już 2 października 2010 wyraziła to minister Doris Soliz, zapowiadając, że „środek ten nie jest częścią najbliższego scenariusza”. Natomiast 6 października 2010 sam prezydent zapewnił, że nie ma planów rozwiązania izby, nie wykluczył jednak podjęcia takiego ruchu w przyszłości.
5 października 2010, w planowym dniu wygaśnięcia stanu wyjątkowego, prezydent Correa przedłużył jego obowiązywanie do 8 października. Jak wyjaśniał, wprowadzając stan wyjątkowy działał na prośbę Zgromadzenia Narodowego, które zawiesiło swoje obrady z powodu braku bezpieczeństwa. Minister spraw zagranicznych Ricardo Patiño wydłużenie obowiązywania stanu wyjątkowego o 3 dni uzasadniał „delikatnością sytuacji”. Stwierdził, że kryzys nie zakończył się, gdyż ludzie odpowiedzialni za strzelanie do prezydenta i innych obywateli pozostają nadal na wolności. Tego samego dnia Zgromadzenie Narodowe zadecydowało o zastąpieniu ochrony policyjnej budynku ochroną wojskową do czasu zakończenia stanu wyjątkowego. Publiczne media ogłosiły, że dotarły do nagrań z policyjnego radia, w których nieznany głos nawoływał wprost do zabicia prezydenta. Opozycja skrytykowała przedłużenie stanu wyjątkowego i wprowadzenie żołnierzy do budynku parlamentu, oskarżając władze o podsycanie nastroju lęku przed zamachem. Według sondażu instytutu Cedatos-Gallup opublikowanego 5 października 2010, poparcie społeczne dla prezydenta od czasu protestu wzrosło o 5%, do poziomu 58%, a połowa badanych uznała wydarzenia za próbę zamachu stanu.

## Reakcja międzynarodowa
Zarówno regionalne, jak i ogólnoświatowe organizacje międzynarodowe oraz przedstawiciele poszczególnych państw potępili wydarzenia w Ekwadorze. 

### Reakcja i działania organizacji międzynarodowych
Sekretarz generalny ONZ Ban Ki-moon wyraził zaniepokojenie „wydarzeniami w Ekwadorze, w tym odnotowanymi przypadkami niesubordynacji części funkcjonariuszy policji i wojska”, a także stanem fizycznym i losem prezydenta Correi. Jednocześnie zadeklarował poparcie dla krajowych instytucji demokratycznych i wybranego przez obywateli rządu. Wezwał wszystkich uczestników wydarzeń do podjęcia działań mających na celu pokojowe rozwiązanie kryzysu. Pochwalił przy tym wysiłki regionalnych podmiotów na rzecz znalezienia jego szybkiego i konstruktywnego rozwiązania.
Także szefowa dyplomacji UE Catherine Ashton wyraziła „głębokie zaniepokojenie ostatnimi wydarzeniami w Ekwadorze”. Wezwała wszystkie strony do powstrzymania się od przemocy i działań, które mogłyby naruszyć porządek konstytucyjny. Zaapelowała o przestrzeganie konstytucji oraz wyraziła poparcie dla demokratycznie wybranych instytucji w tym kraju.
Organizacja Państw Amerykańskich, na specjalnie zwołanej na wniosek przedstawiciela Ekwadoru sesji, przyjęła przez aklamację rezolucję, w której „odrzuciła wszelkie próby zmiany demokratycznego porządku” w tym państwie. Wezwała również wszystkie strony do unikania aktów i innych działań mogących jeszcze bardziej zaostrzyć sytuację politycznej niestabilności. Sekretarz generalny OPA José Miguel Insulza stwierdził, że wydarzenia w Ekwadorze „były bez wątpienia próbą przewrotu” i 1 października 2010 udał się do Quito.

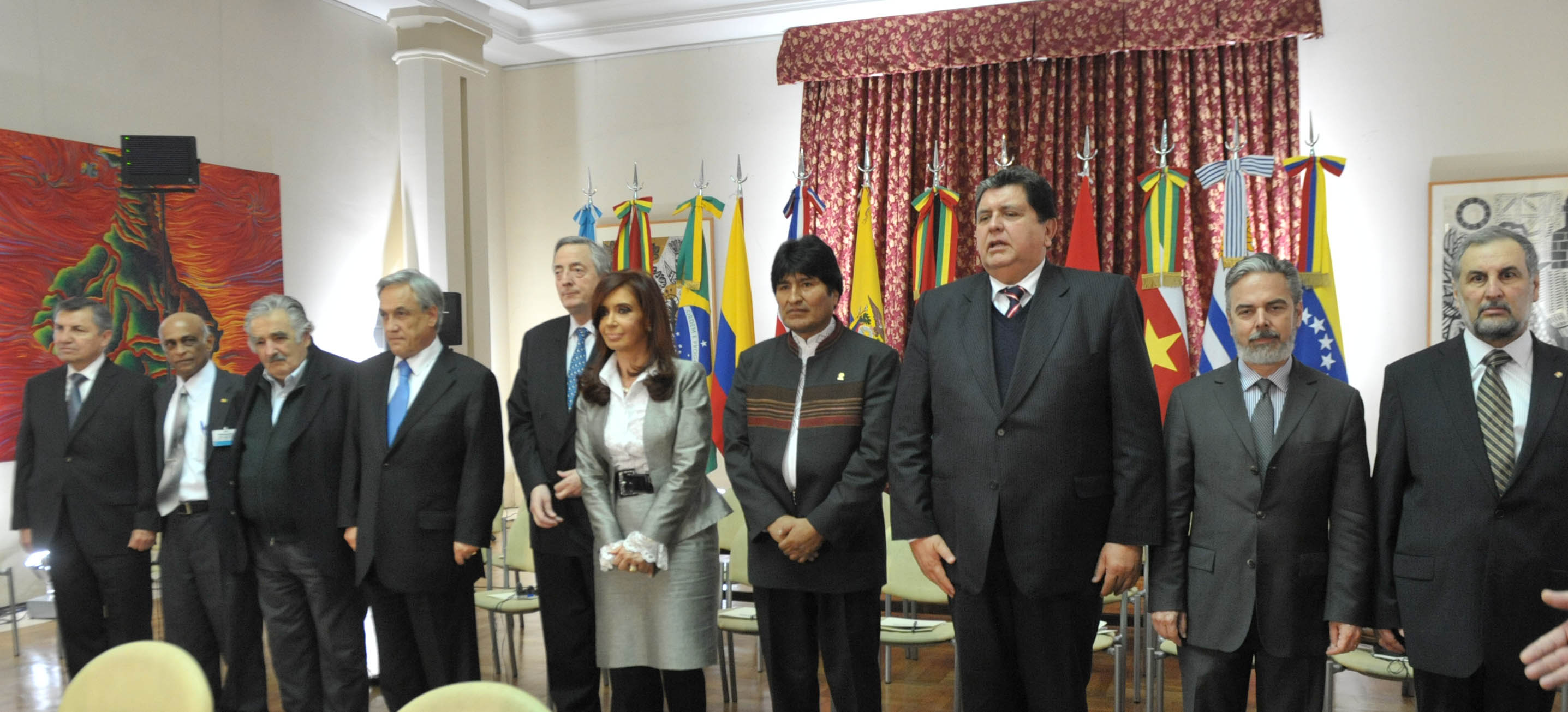
Nadzwyczajny szczyt UNASUR w Buenos Aires

Na wieść o wybuchu wydarzeń w Ekwadorze jeszcze 30 września 2010 w Buenos Aires rozpoczął się nadzwyczajny szczyt Unii Narodów Południowoamerykańskich (UNASUR). Przybyło na niego większość przywódców państw członkowskich, prezydenci: Argentyny – Cristina Fernández de Kirchner, Boliwii – Evo Morales, Chile – Sebastián Piñera, Kolumbii – Juan Manuel Santos, Peru – Alan García, Urugwaju – José Mujica,  Wenezueli – Hugo Chávez oraz przedstawiciele Brazylii, Gujany, Paragwaju i Surinamu. Prezydent Brazylii Luiz Inácio Lula da Silva nie przybył z powodu kończącej się w tym kraju kampanii przed wyborami, a prezydent Paragwaju Fernando Lugo z powodów zdrowotnych i podjętej chemioterapii. Sekretarz generalny UNASUR Néstor Kirchner stwierdził, że „Ameryka Południowa nie może tolerować gróźb ze strony korporacyjnych interesów i nacisków na demokratycznie wybrane rządu z obawy o utratę nadmiernych przywilejów”.
W przyjętej 1 października 2010 rezolucji szefowie państw i rządów UNASUR zdecydowanie potępili „próbę zamachu stanu i późniejszą napaść na prezydenta Rafaela Correę w siostrzanej Republice Ekwadoru”. Podkreślili konieczność osądzenia i ukarania odpowiedzialnych za wydarzenia. W tym kontekście wyrazili pełne poparcie dla działań demokratycznych instytucji w tym kraju. Ostrzegli, że w przypadku kontynuacji nieposłuszeństwa wobec władz podejmą natychmiastowe i konkretne kroki, jak zamknięcie granic państwowych, zawieszenie wymiany handlowej, transportu lotniczego, dostaw energii, usług i innych dostaw. Zapowiedzieli przyjęcie dodatkowego protokołu do traktatu założycielskiego UNASUR, zawierającego klauzulę podkreślającą wartości demokratyczne. Uzgodnili również wysłanie 1 października 2010 swoich ministrów spraw zagranicznych do Quito w celu wyrażenia pełnego poparcia dla prezydenta Correi i narodu ekwadorskiego.

### Reakcje i działania państw
Poszczególne państwa regionu i ich przywódcy wyrazili poparcie dla prezydenta Rafaela Correi. Prezydent Argentyny Cristina Fernández de Kirchner oznajmiła, że argentyński rząd „zdecydowanie sprzeciwia się rebelii ekwadorskiego wojska i sił policji, które zagrażają jego demokratycznym instytucjom”. Minister spraw zagranicznych Brazylii Celso Amorim, w rozmowie telefonicznej z szefem ekwadorskiej dyplomacji Ricardo Patiño, wyraził „całkowite poparcie i solidarność z prezydentem Correą i demokratycznymi władzami”. Wyrazy poparcia dla prezydenta Ekwadoru i demokratycznie wybranych władz przekazały również rządy Boliwii, Chile, Hondurasu, Kolumbii, Kostaryki, Kuby, Meksyku, Nikaragui, Paragwaju, Peru, Urugwaju i Wenezueli. Prezydent Wenezueli Hugo Chávez nazwał wydarzenia „próbą zamachu stanu”.
Prezydenci Peru i Kolumbii podjęli 30 września 2010 decyzję o zamknięciu granicy z Ekwadorem do czasu unormowania się sytuacji w tym kraju i przywrócenia władzy prezydenta Correi. Zamknięcie granic uzasadniali potrzebą solidarności z prezydentem Correą i wartościami demokratycznymi. 1 października 2010 granice zostały ponownie otwarte.
Sekretarz stanu Stanów Zjednoczonych Hillary Clinton wyraziła „pełne poparcie dla prezydenta Rafaela Correi i instytucji demokratycznego rządu” oraz wezwała do „szybkiego i pokojowego przywrócenia porządku”. Przedstawicielka USA przy OPA potępiła „wszelkie próby łamania demokratycznego procesu i konstytucyjnego porządku”.
Naruszenie konstytucyjnego porządku w Ekwadorze potępiły również europejskie rządy. Premier Hiszpanii José Luis Rodríguez Zapatero oraz minister spraw zagranicznych Miguel Ángel Moratinos potępili „próbę zamachu stanu” w Ekwadorze.